# 敖德薩鎮區 (內布拉斯加州水牛縣)
敖德薩鎮區（英語：Odessa Township）是位於美國內布拉斯加州水牛縣的一個行政鎮區。

## 地方資料
敖德薩鎮區的面積為130.12平方千米，當中陸地面積為128.27平方千米，而水域面積為1.85平方千米。根據2020年美國人口普查的數據，當地共有人口409人，而人口密度為每平方千米3.14人。